# جائزة النمسا الكبرى 1985
جائزة النمسا الكبرى 1985 هو سباق فورمولا 1 أقيم بتاريخ 18 أغسطس 1985 في ستيفن سبيلبرغ، شتايرمارك، النمسا. كان العاشر من أصل 16 في بطولة العالم لسباقات الفورمولا واحد موسم 1985. حلّ الفرنسي ألن بروست أولا بينما جاء البرازيلي آيرتون سينا في المركز الثاني وحصل على المركز الثالث الإيطالي ميكيلي ألبوريتو.